# Erich Klien
Erich Karl Heinrich Klien (* 22. April 1881 in Berlin; † 16. September 1940 in Graz) war ein deutscher Jurist und Ministerialbeamter.

## Leben
1907 promovierte Erich Klien an der juristischen Fakultät der Universität Leipzig mit dem Thema Die Haftung der Betriebsunternehmer und Betriebsbeamten nach § 135 des Gewerbe-Unfallversicherungsgesetzes.
1917 war er Regierungsrat im sächsischen Innenministeriums. Ein Jahr später wurde er Vortragender Rat und Geheimer Regierungsrat.
Nach dem Ersten Weltkrieg war er von 1919 bis zu seinem Ruhestand 1934 Ministerialdirektor und Geheimrat im sächsischen Wirtschaftsministerium. Zeitgleich war er auch stellvertretender Bevollmächtigter im Reichsrat.
Er war Wehrwirtschaftsführer, u. a. Vorsitzender der Geschäftsführung der Osram GmbH & Co. KG (Berlin), Vorsitzender des Aufsichtsrates der Allgemeinen Deutschen Credit-Anstalt (Leipzig), der Hupfeld-Zimmermann AG (Böhlitz-Ehrenberg (Leipzig)), der Mafrasa-Textilwerke AG (Chemnitz), der Sächsischen Metallwarenfabrik AG (Aue) und der Paul Schettlers Erben AG (Köthen) und Mitglied des geschäftsführenden Ausschusses der Deutschen Büchereien.
Erich Klien galt ab 1919 als Förderer von Wanda Bibrowicz.
Er wurde in der III. Abteilung des Neuen Johannisfriedhofs, Erbbegräbnis Nr. 62, beerdigt.

## Werke (Auswahl)
- Der Siegeszug der deutschen Volkswirtschaft im letzten Jahrhundert. 1914.
- Amerikafahrt der deutschen Teilnehmer am Bostoner Internationalen Handelskammerkongress. 1917.